# ICMP
ICMP (eng. Internet Control Message Protocol) – komunikacijski protokol koji je ugrađen u svaki IP modul da bi omogućio mrežnim prolazima (usmjerivačima) ili računalima slanje kontrolnih poruka o greškama. Zadužen je samo za prijavljivanje grešaka, ali ne i za njihovo ispravljanje.
ICMP je dio IP protokola (definiranih unutar RFC 792 za IPv4). Detaljan rad ICMP protokola definiran je u RFC 1122. ICMP pogreške šalju se na izvorišnu IP adresu paketa za koji je vračena pogreška.

## Struktura datagrama

### Zaglavlje
| Pomak | Oktet | 0                 | 0                 | 0                 | 0                 | 0                 | 0                 | 0                 | 0                 | 1                 | 1                 | 1                 | 1                 | 1                 | 1                 | 1                 | 1                 | 2                 | 2                 | 2                 | 2                 | 2                 | 2                 | 2                 | 2                 | 3                 | 3                 | 3                 | 3                 | 3                 | 3                 | 3                 | 3                 |
| Oktet | Bit   | 0                 | 1                 | 2                 | 3                 | 4                 | 5                 | 6                 | 7                 | 8                 | 9                 | 10                | 11                | 12                | 13                | 14                | 15                | 16                | 17                | 18                | 19                | 20                | 21                | 22                | 23                | 24                | 25                | 26                | 27                | 28                | 29                | 30                | 31                |
| ----- | ----- | ----------------- | ----------------- | ----------------- | ----------------- | ----------------- | ----------------- | ----------------- | ----------------- | ----------------- | ----------------- | ----------------- | ----------------- | ----------------- | ----------------- | ----------------- | ----------------- | ----------------- | ----------------- | ----------------- | ----------------- | ----------------- | ----------------- | ----------------- | ----------------- | ----------------- | ----------------- | ----------------- | ----------------- | ----------------- | ----------------- | ----------------- | ----------------- |
| 0     | 0     | Tip poruke        | Tip poruke        | Tip poruke        | Tip poruke        | Tip poruke        | Tip poruke        | Tip poruke        | Tip poruke        | Kod               | Kod               | Kod               | Kod               | Kod               | Kod               | Kod               | Kod               | Kontrolni zbroj   | Kontrolni zbroj   | Kontrolni zbroj   | Kontrolni zbroj   | Kontrolni zbroj   | Kontrolni zbroj   | Kontrolni zbroj   | Kontrolni zbroj   | Kontrolni zbroj   | Kontrolni zbroj   | Kontrolni zbroj   | Kontrolni zbroj   | Kontrolni zbroj   | Kontrolni zbroj   | Kontrolni zbroj   | Kontrolni zbroj   |
| 4     | 32    | Ostatak zaglavlja | Ostatak zaglavlja | Ostatak zaglavlja | Ostatak zaglavlja | Ostatak zaglavlja | Ostatak zaglavlja | Ostatak zaglavlja | Ostatak zaglavlja | Ostatak zaglavlja | Ostatak zaglavlja | Ostatak zaglavlja | Ostatak zaglavlja | Ostatak zaglavlja | Ostatak zaglavlja | Ostatak zaglavlja | Ostatak zaglavlja | Ostatak zaglavlja | Ostatak zaglavlja | Ostatak zaglavlja | Ostatak zaglavlja | Ostatak zaglavlja | Ostatak zaglavlja | Ostatak zaglavlja | Ostatak zaglavlja | Ostatak zaglavlja | Ostatak zaglavlja | Ostatak zaglavlja | Ostatak zaglavlja | Ostatak zaglavlja | Ostatak zaglavlja | Ostatak zaglavlja | Ostatak zaglavlja |

### Podatci
ICMP poruke o pogrešci sadrže podatkovni dio, u kojem je sadržana kopija cijelog IPv4 zaglavlja, i barem prvih 8 bajtova podatkovnog dijela IPv4 paketa koji je uzrok pogreške. Maksimalna duljina ICMP poruke o pogrešci je 576 bajtova. Podatkovni dio poruke koristi host kako bi upario poruku s računalnim procesom.  Ako protokol višeg sloja koristi portove ili sockete, njihovi su brojevi sadržani unutar prvih osam bajtova podataka originalnog datagrama.

## Kontrolne poruke
| Tip                                                             | Kod | Stanje           | Opis                                                                                       |
| --------------------------------------------------------------- | --- | ---------------- | ------------------------------------------------------------------------------------------ |
| 0 – Echo Reply                                                  | 0   |                  | Echo Reply (odgovor na ping)                                                               |
| 1 i 2                                                           |     | nije dodijeljeno | Rezervirano                                                                                |
| 3 – Destination Unreachable (Odredište nedostupno)              | 0   |                  | Destination network unreachable (mreža nedostupna)                                         |
| 3 – Destination Unreachable (Odredište nedostupno)              | 1   |                  | Destination host unreachable (host nedostupan)                                             |
| 3 – Destination Unreachable (Odredište nedostupno)              | 2   |                  | Destination protocol unreachable (protokol nedostupan)                                     |
| 3 – Destination Unreachable (Odredište nedostupno)              | 3   |                  | Destination port unreachable (port nedostupan)                                             |
| 3 – Destination Unreachable (Odredište nedostupno)              | 4   |                  | Fragmentation required (uz postavljenu IPv4 DF zastavicu) (potrebna fragmentacija)         |
| 3 – Destination Unreachable (Odredište nedostupno)              | 5   |                  | Source route failed (routing izvora neuspio)                                               |
| 3 – Destination Unreachable (Odredište nedostupno)              | 6   |                  | Destination network unknown (nepoznata odredišna mreža)                                    |
| 3 – Destination Unreachable (Odredište nedostupno)              | 7   |                  | Destination host unknown (nepoznat host)                                                   |
| 3 – Destination Unreachable (Odredište nedostupno)              | 8   |                  | Source host isolated (izvorni host izoliran)                                               |
| 3 – Destination Unreachable (Odredište nedostupno)              | 9   |                  | Network administratively prohibited (mreža administrativno zabranjena)                     |
| 3 – Destination Unreachable (Odredište nedostupno)              | 10  |                  | Host administratively prohibited (host administrativno zabranjen)                          |
| 3 – Destination Unreachable (Odredište nedostupno)              | 11  |                  | Network unreachable for ToS (mreža nedostupna za vrstu usluge)                             |
| 3 – Destination Unreachable (Odredište nedostupno)              | 12  |                  | Host unreachable for ToS (host nedostupan za vrstu usluge)                                 |
| 3 – Destination Unreachable (Odredište nedostupno)              | 13  |                  | Communication administratively prohibited (komunikacija administrativno zabranjena)        |
| 3 – Destination Unreachable (Odredište nedostupno)              | 14  |                  | Host Precedence Violation (povreda prednosti)                                              |
| 3 – Destination Unreachable (Odredište nedostupno)              | 15  |                  | Precedence cutoff in effect (na snazi je zanimarivanje prednosti)                          |
| 4 – Source Quench (gašenje izvora)                              | 0   | zastarjelo       | Source quench (kontrola zagušenja)                                                         |
| 5 – Redirect Message (poruka preusmjeravanja)                   | 0   |                  | Redirect Datagram for the Network (preusmjeri paket u drugu mrežu)                         |
| 5 – Redirect Message (poruka preusmjeravanja)                   | 1   |                  | Redirect Datagram for the Host (preusmjeri paket k drugom hostu)                           |
| 5 – Redirect Message (poruka preusmjeravanja)                   | 2   |                  | Redirect Datagram for the ToS & network                                                    |
| 5 – Redirect Message (poruka preusmjeravanja)                   | 3   |                  | Redirect Datagram for the ToS & host                                                       |
| 6                                                               |     | zastarjelo       | Alternate Host Address (alternativna adresa hosta)                                         |
| 7                                                               |     | nije dodijeljeno | Rezervirano                                                                                |
| 8 – Echo Request (zahtjev za odgovorom)                         | 0   |                  | Echo request (Ping)                                                                        |
| 9 – Router Advertisement (RDP)                                  | 0   |                  | Router Advertisement (oglašavanje routera)                                                 |
| 10 – Router Solicitation                                        | 0   |                  | Router discovery/selection/solicitation (otkrivanje/odabir/zahtjev za podatcima o routeru) |
| 11 – Time Exceeded                                              | 0   |                  | TTL expired in transit (TTL je pao na 0 tijekom putovanja)                                 |
| 11 – Time Exceeded                                              | 1   |                  | Fragment reassembly time exceeded (prekoračeno vrijeme za ponovno sastavljanje fragmenta)  |
| 12 – Parameter Problem: Bad IP header (pogreška u IP zaglavlju) | 0   |                  | Pointer indicates the error (pokazivač indicira pogrešku)                                  |
| 12 – Parameter Problem: Bad IP header (pogreška u IP zaglavlju) | 1   |                  | Missing a required option (nedostaje potreban podatak)                                     |
| 12 – Parameter Problem: Bad IP header (pogreška u IP zaglavlju) | 2   |                  | Bad length (pogrešna duljina)                                                              |
| 13 – Timestamp                                                  | 0   |                  | Timestamp (zapis vremena)                                                                  |
| 14 – Timestamp Reply                                            | 0   |                  | Timestamp reply (odgovor na zapis vremena)                                                 |
| 15 – Information Request                                        | 0   | zastarjelo       | Information Request (zahtjev za podatkom)                                                  |
| 16 – Information Reply                                          | 0   | zastarjelo       | Information Reply (odgovor na zahtjev za podatkom)                                         |
| 17 – Address Mask Request                                       | 0   | zastarjelo       | Address Mask Request (zahtjev za mrežnom maskom)                                           |
| 18 – Address Mask Reply                                         | 0   | zastarjelo       | Address Mask Reply (odgovor na zahtjev za mrežnom maskom)                                  |
| 19                                                              |     | rezervirano      | Rezervirano sa sigurnost                                                                   |
| 20 - 29                                                         |     | rezervirano      | Rezervirano za pokuse robusnosti                                                           |
| 30 – Traceroute                                                 | 0   | zastarjelo       | Information Request (zahtjev za podatkom)                                                  |
| 31                                                              |     | zastarjelo       | Datagram Conversion Error (pogreška u pretvorbi datagrama)                                 |
| 32                                                              |     | zastarjelo       | Mobile Host Redirect (preusmjeravanje mobilnog hosta)                                      |
| 33                                                              |     | zastarjelo       | Where-Are-You (originally meant for IPv6)                                                  |
| 34                                                              |     | zastarjelo       | Here-I-Am (originally meant for IPv6)                                                      |
| 35                                                              |     | zastarjelo       | Mobile Registration Request (zahtjev za mobilnom registracijom)                            |
| 36                                                              |     | zastarjelo       | Mobile Registration Reply (odgvoor na zahtjev za mobilnom registracijom)                   |
| 37                                                              |     | zastarjelo       | Domain Name Request (zahtjev za nazivom domene)                                            |
| 38                                                              |     | zastarjelo       | Domain Name Reply (odgovor na zahtjev za nazivom domene)                                   |
| 39                                                              |     | zastarjelo       | SKIP Algorithm Discovery Protocol                                                          |
| 40                                                              |     |                  | Photuris, Security failures                                                                |
| 41                                                              |     | eksperimentalno  | ICMP for experimental mobility protocols such as Seamoby [RFC4065]                         |
| 42 – Extended Echo Request                                      | 0   |                  | Request Extended Echo (XPing - vidi Extended Ping (Xping))                                 |
| 43 – Extended Echo Reply                                        | 0   |                  | No Error (nema pogreške)                                                                   |
| 43 – Extended Echo Reply                                        | 1   |                  | Malformed Query (pogreška u zahtjevu)                                                      |
| 43 – Extended Echo Reply                                        | 2   |                  | No Such Interface (ne postoji sučelje)                                                     |
| 43 – Extended Echo Reply                                        | 3   |                  | No Such Table Entry (ne postoji tablični unos)                                             |
| 43 – Extended Echo Reply                                        | 4   |                  | Multiple Interfaces Satisfy Query (više sučelja zadovoljava zahtjev)                       |
| 44 - 252                                                        |     | nije dodijeljeno | Rezervirano                                                                                |
| 253                                                             |     | eksperimentalno  | RFC3692-style Experiment 1 (RFC 4727)                                                      |
| 254                                                             |     | eksperimentalno  | RFC3692-style Experiment 2 (RFC 4727)                                                      |
| 255                                                             |     | rezervirano      | Rezervirano                                                                                |